# Александар Тасковић
Александар Тасковић (Београд, 1974) српски је универзитетски професор.

## Биографија
Завршио је Факултет физичке културе Универзитета у Београду 1995. године. Проглашен је за студента генерације са просечном оценом 9,70. На матичном факултету је магистрирао и докторирао.
Од 1995 до 1997 ради као професор физичког васпитања у Основној школи „Ужичка република” у Београду.
Од 1997. године ради на ФДУ на предмету Сценске борбе где данас ради као редовни професор.
Реализовао је неколико професионалних поставки борби на филму: Кордон, Чарлстон за Огњенку, Јесен самураја и у позоришту Прича о Светом Сави, Златно теле, Лет изнад кукавичијег гнезда, Фалсификатор, Петар Пан.
Део је предавачког тима школе глуме и говора омладинског позоришта ДАДОВ.